# Sju (musikalbum)
Sju är det sjunde soloalbumet av den svenske artisten Olle Ljungström. Skivan släpptes 4 mars 2009, nästan sju år efter hans förra album Syntheziser. Den nådde plats 5 på den svenska albumlistan. Albumet har producerats av Torsten Larsson. Detta är första musikalbumet Ljungström gjort som soloartist där hans tidigare samarbetare Heinz Liljedahl ej medverkar.
Låten "Försökskanin" släpptes som digital singel.
Albumet är tillägnat Reeperbahn-basisten Peter Ivarss som dog 1983.
Ljungström ska i stor utsträckning ha komponerat musiken på skivan själv, dock i samarbete med Larsson på några låtar. Detta till skillnad från Ljungströms tidigare soloalbum, där han bara undantagsvis komponerade musiken på sina låtar.

## Mottagande
Sju mottog i överlag väldigt positiva recensioner. "Ljungström gör lysande poplyrik," skrev Håkan Steen i Aftonbladet, och gav skivan 4/5 i betyg. Även Per Hägred i Expressen gav den 4/5 och kallade Sju för "sjukt bra, om man säger så." Även i Nöjesguiden fick skivan näst högsta betyg, 5/6, och Ljungström jämfördes med Cornelis Vreesvijk. I tidningen Sonic mottog skivan 8/10, och det skrevs att Sju bjöd på några av Ljungströms "bästa låtar."

## Låtlista
Alla låtar av Olle Ljungström, utom spår 3, 4 och 8 av Olle Ljungström/Torsten Larsson.
1. "Sju" - 2:14
2. "Blända livet" - 3:00
3. "En förgiftad man" - 3:23
4. "Svenskt stål" - 3:54
5. "Jag äger något du inte har" - 3:59
6. "Uppröra" - 2:57
7. "MC 7" - 3:35
8. "Hjältar" - 4:41
9. "Försökskanin" - 3:38
10. "Kastrull" - 3:44
11. "Mina blommors mamma" - 3:18
12. "Sverige" (bonusspår - Spotify)
13. "Jag är blind" (bonusspår - iTunes)
14. "Tagen" (bonusspår - CDON)

## Medverkande
- Olle Ljungström - gitarr, sång
- Torsten Larsson - gitarr, bas, kör
- Anna Järvinen - sång på "Hjältar"
- Patrik Bengtsson - stråkar
- Sune Falk - gitarr, kör
- Mattias Hellberg - Munspel
- Jaqee - kör
- Johan Håkansson - trummor

## Listplaceringar
| Lista (2009) | Topplacering |
| ------------ | ------------ |
| Sverige      | 5            |